# Cryptocephalus frontalis
Cryptocephalus frontalis  (лат.) — вид листоедов (Chrysomelidae) из подсемейства скрытоглавов (Cryptocephalinae). Распространён в Центральной и южной части Северной Европы.